# Hilfedatei
Eine Hilfedatei ist eine Datei, die den Zugang zur Online-Hilfe zur Nutzung eines Programms ermöglicht.

## Zweck
Je nach Format und Verwendungszweck wird der Hilfedatei ein Inhaltsverzeichnis beigefügt oder diese in die Datei inkludiert. Hilfetexte können Hyperlinks enthalten, die auf andere Bereiche innerhalb der Hilfedatei verweisen. Bei vielen Programmen der 1990er und 2000er Jahre kann die Hilfedatei über das Hilfe-Menü oder den häufig verwendeten Hotkey F1 aufgerufen werden.
Manche Programme bieten darüber hinaus eine kontextsensitive Hilfe an, die eine Hilfe-Schaltfläche in nahezu jede Dialogbox einblendet. Wird sie gedrückt, schlägt das Programm die Hilfedatei gleich auf der passenden Seite auf oder es wird bereits ein Tooltip eingeblendet, wenn man den Mauszeiger über das entsprechende Element bewegt.
Erstellt werden Hilfedateien meist mit speziellen Autorenwerkzeugen, sog. Help Authoring Tools.

## Hilfeformate
Seit den 2000er Jahren sind Hilfedateien in der Regel HTML-basiert und werden in einem HTML-Renderer angezeigt. Ein weit verbreitetes Format ist beispielsweise das CHM-Format (HTMLHelp), das insbesondere bei Windows-Programmen während der 2000er Jahre und zum Teil auch noch in den 2010er Jahren häufig genutzt wurde. Ein wesentlicher Vorteil dieser Art von Hilfedateien besteht darin, dass sie auch über das Internet abgerufen und somit betriebssystemunabhängig angezeigt werden können.
Hilfeformate, die aus einer Hilfedatei bestehen, sind:
- CHM
- JavaHelp
- WinHelp